# Kane Velásquez
Cain Ramirez Velasquez (Salinas, 1982. július 28. –) amerikai profi birkózó , jelenleg a WWE- hez szerződött, és korábbi vegyes harcművész (MMA) . Kétszeres UFC nehézsúlyú bajnok.

## Lányok és fiúk
Kane Velasquez a kaliforniai Sangerben született, és az arizonai Yumában nőtt fel. Négy évnyi középiskolai tanulmányai alatt Kane 10–110-es mérleggel zárt birkózásban, és kétszer is megnyerte az 5A Arizona Wrestling Championshipet.

## Vegyes harcművészeti karrier
Velasquez a főiskola elvégzése után kezdte vegyes harcművészeti (MMA) karrierjét, és 2006. október 7-én debütált Jesse Fujarczyk ellen a StrikeForce szervezetben (amelyet a UFC 2011- ben felvásárolt), egy olyan küzdelmet, amelyet az első menetben kiütéssel nyert meg.
Kane 2008. április 19- én debütált a UFC-ben a UFC 83-on, ahol az első menetben kiütéssel nyerte meg a küzdelmet. Velasquez folytatta dominanciáját, és 2010. október 23- án legyőzte a UFC nehézsúlyú bajnokát, Brock Lesnart a UFC 121-en.
A Brock Lesnar elleni küzdelem során Velasquez elszakította a rotátorköpenyét, ami miatt hosszú időre kihagyta a pályát. Következő mérkőzésére 2011. november 12-én került sor, ahol az első menetben, egy perc és négy másodperc elteltével kiütéssel elvesztette a bajnokságot Junior dos Santos ellen.
A 2012. december 29- i UFC 155-ön Velázquez ismét megküzdött Junior dos Santosszal, és egyhangú pontozással megnyerte a bajnokságot. Mióta ismét megnyerte a bajnokságot, Velázquez további két mérkőzésen sikeresen megvédte címét, mindegyiket kiütéssel. 2015. június 13- án a UFC 188-on elvesztette a bajnokságot Fabrizio Werdum ellen.

## Profi birkózó karrier

### WWE ‏ 2019-től napjainkig)
Az október 31-én megrendezett Diamond in the Crown eseményen Velasquez kudarcot vallott a WWE bajnokság megnyerésére irányuló kísérletében, miután beadás útján kikapott Brock Lesnartól .

## Színészi karrier
2016- ban szerepelt a Kickboxer: Revenge című, az 1989-es Kickboxer című film folytatásában, Jean-Claude Van Damme és Dave Bautista oldalán. Ugyanebben az évben szerepelt Peter Billingsley A szökevény című krimijében, amelyben Vince Vaughn, Hailee Steinfeld és Traje P. Henson látható.

## Magánélet
Velázquez beszél angolul és spanyolul. Hivatalosan 2011. május 28- án nősült, bár lánya 2009. május 6- án született. 
A 2022-es incidenst követően Valsace 2024 augusztusában bűnösnek vallotta magát gyilkossági kísérletben, súlyos testi sértésben és egyéb fegyveres vádakban. A 42 éves egykori harcost Santa Clara megyében ítélték el a kerületi ügyészség által „lövöldözésnek” nevezett bűncselekmény miatt, és a már letöltött büntetését jóváírják neki. Ennek eredményeként várhatóan 2027 februárjában szabadul a börtönből.